# Fiat Mille
Ne doit pas être confondu avec Fiat Uno.
La version brésilienne de la Fiat Uno, présentée en 1984, et commercialisée sous l'appellation Fiat Uno CS n'a jamais disparu des catalogues des marchés d'Amérique du Sud, Brésil et Argentine, ni d'Afrique du Sud ou du Pakistan. Au fil de ses évolutions, la Fiat Uno CS est devenue Fiat Mille à partir de 1992.
Cette automobile qui révolutionna le monde automobile lors de son lancement le 3 janvier 1983 à Cap Canaveral aux États-Unis, a été fabriquée en Afrique du Sud et Pakistan jusqu'en 2010 et au Brésil jusqu'au 23 décembre 2013.
En Amérique du Sud, particulièrement, la demande pour ce modèle a toujours été importante. Surtout au Brésil où Fiat Automoveïs s'y est taillé une très solide réputation de constructeur de voitures, certes simples, mais très robustes et fiables. 
Les premières séries ont été commercialisées également en Europe sous les labels Fiat Uno CS puis, à partir de 1994, Innocenti Mille.
La Fiat Mille est un modèle de voiture produit par la filiale brésilienne Fiat Automoveïs du constructeur italien Fiat depuis 2004. Elle tire son origine de la Fiat Uno, modèle lancé au Brésil en 1984 pour remplacer la Fiat 147.
En 2004, la Fiat Uno CS a fait l'objet d'un important restylage qui a touché surtout la face avant et a été équipée d'un nouveau moteur Fire Flex, une nouveauté mondiale sur brevet Magneti-Marelli, à double alimentation essence-alcool. Le nouveau modèle a été baptisé Fiat Mille. À partir du MY 2008, la Fiat Mille est disponible dans une version "Way" qui la transforme en un mini SUV.
La Fiat Uno a été produite à plus de 6,3 millions d'exemplaires en Italie et a atteint les 3.957.336 exemplaires au Brésil où elle a été construite jusqu'au 31 décembre 2013. Elle a figuré dans le top 10 des ventes pendant 20 ans avec plus de 150.000 exemplaires par an. Au total, ce sont plus de 11 millions de Fiat Uno qui ont été fabriquées dans le monde.
La Fiat Uno CS a également été construite en Pologne entre 1996 et 2002 à plus de 300.000 exemplaires, en Argentine, Afrique du Sud, Inde, Maroc, Pakistan et Turquie.

## Histoire
Le 20 janvier 1983, le patron du groupe Fiat de l'époque, Gianni Agnelli, lance officiellement la nouvelle Fiat Uno à Cap Canaveral, en Floride aux États-Unis. Cette voiture connaitra un destin mondial avec quasiment 10 millions d'exemplaires produits sur les 4 continents.
Nous partons au Brésil, là où Fiat a patienté dix ans avant de pouvoir créer une filiale Fiat Automoveïs et y construire une usine en 1974 à Betim. Depuis lors, Fiat Auto produit la Fiat 147, directement dérivée de la 127 italienne.

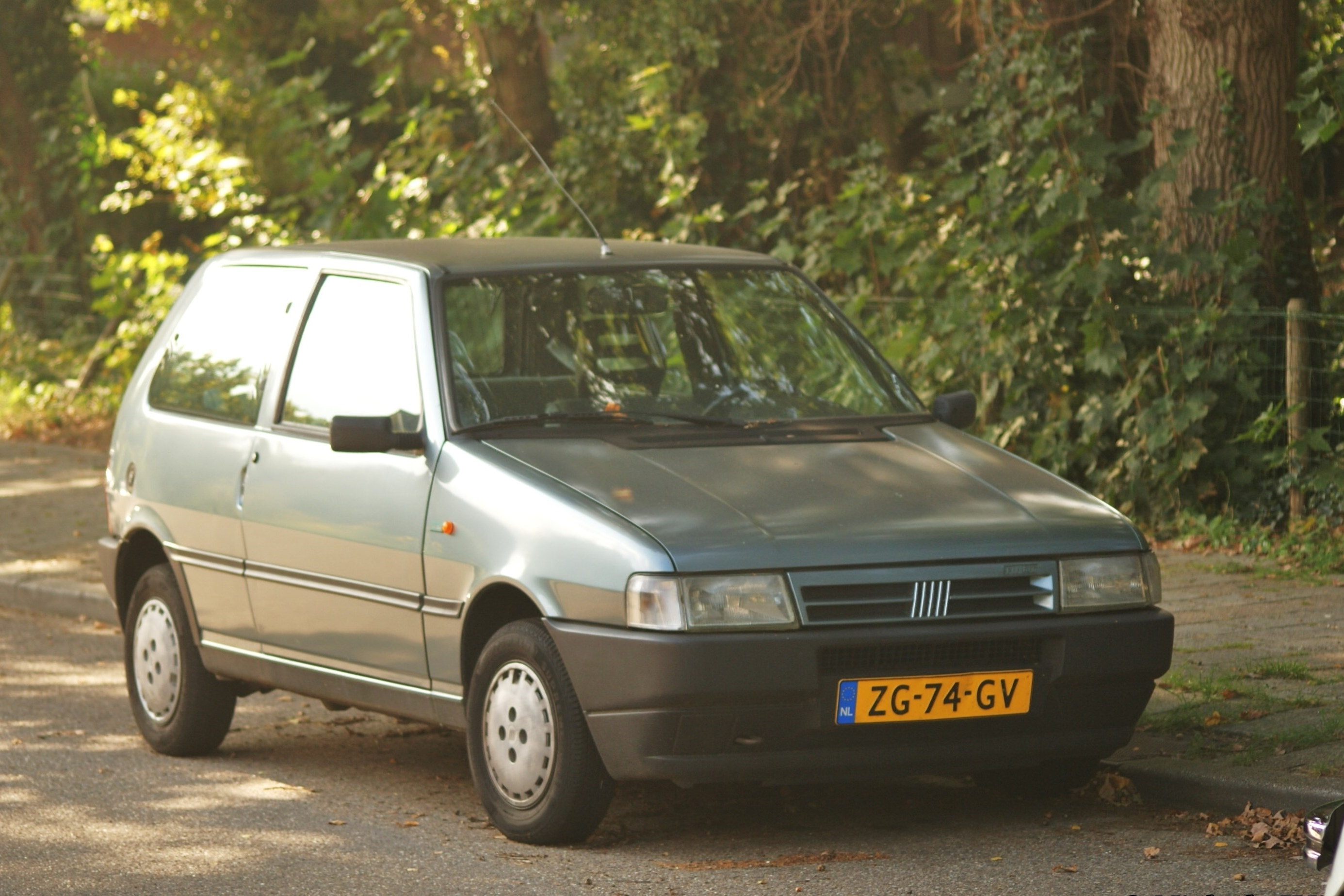
La Fiat Uno italienne

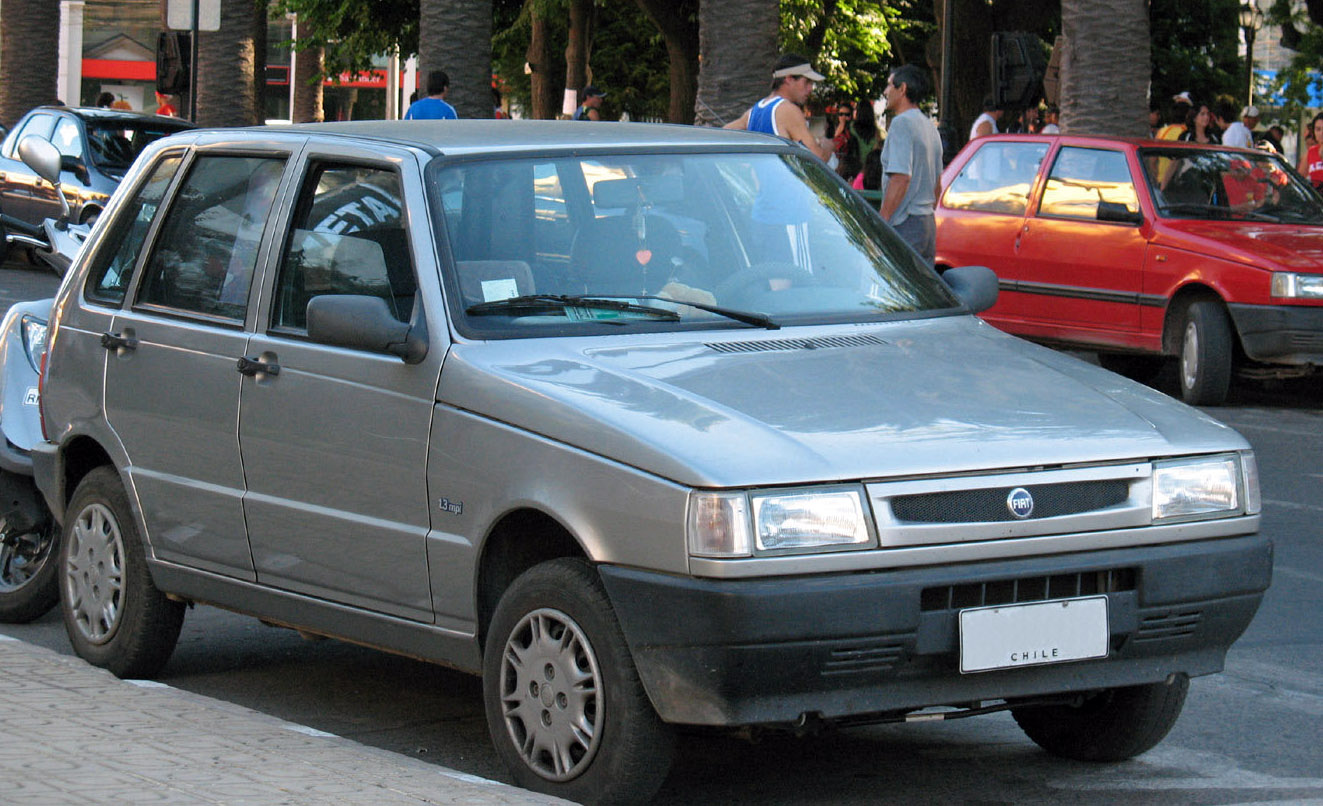
La Fiat Uno brésilienne avec le capot retombant sur les ailes

En août 1984, Fiat Automoveïs lance la Uno CS, version brésilienne de la Uno italienne. D'aspect identique, les deux modèles ne diffèrent que par la coupe du capot moteur. Sur l'italienne, il est plat, sur la brésilienne il retourne couvrir les ailes. La raison est que, comme sur la 127 et la 147 locale, la roue de secours est logée dans le compartiment moteur alors que cela n'était plus le cas dans la Uno italienne. De plus, l'état des chaussées brésiliennes avaient imposé de renforcer le train arrière ne laissant pas assez de place pour y insérer la roue de secours au fond du coffre, comme sur la version italienne.
Ce même modèle en version 3 et 5 portes sera aussi fabriqué en Argentine dans la filiale locale Fiat Concord.
C'est ainsi que commencera la longue...très longue vie, du modèle Fiat qui sera resté le plus longtemps en production, 30 ans.
En octobre de la même année, Fiat présente une version luxueuse, la Uno SX, avec le même niveau de finition que la Uno SX Europe, mais équipée ici d'un moteur 1,3 litre carburateur double corps, développant 71 ch DIN en version essence ou 70 ch en version alcool.
En 1987, Fiat propose une version avec un nouveau moteur en provenance de Fiat Argentine de 1,5 litre de cylindrée, développant une puissance à peine supérieure au 1,3 litre mais avec un couple surprenant à 123 N m. Fiat lance la version familiale et break de la Uno sous le nom de Elba et de Panorama. Une version traditionnelle à 4 portes avec coffre sera baptisée Duna et même exportée en Europe. La même année, la Fiat Uno devient le modèle le plus vendu en Argentine et au Brésil.
En 1988, Fiat lance une version sportive, la Uno 1,5 R, équipée du même moteur dont la puissance a été portée à 86 ch et le couple à 129 N m. Selon la revue "Quatro Rodas", cette Uno était plus performante que la Ford Escort XR3. Cette même année, Fiat remplace son utilitaire 147 Fiorino par le Fiat Fiorino 2e génération, sur la base de la Uno.
En 1990, le moteur de 1,5 litre est remplacé par un 1,6 litre développant 88 ch et 137 N m de couple. La même année, le gouvernement brésilien adopte une incitation fiscale pour les voitures dont le moteur est inférieur à 1,0 litre. Fiat lance la version Uno Mille avec le moteur FIRE, bien connu en Europe pour avoir équipé la seconde génération des Uno. 
À partir de 1991, Fiat lance une nouvelle version de la Uno, chaque année avec quelques retouches esthétiques extérieures minimes et une mise à niveau technique. Apparaissent l'allumage électronique et la climatisation manuelle.
En 1993, Fiat lance une version 1,6 R MPI à injection multipoint, puis la Uno Mille ELX, version encore plus riche que la SX.
La version turbo apparaît en 1994 avec la Uno Turbo équipée du moteur 1,6 litre de 118 ch DIN et des jantes de 14 pouces. Ce modèle restera au catalogue 2 ans.
En 1996, la production de la Uno est définitivement arrêtée en Italie. Au Brésil, Fiat lance la Fiat Palio qui devait remplacer la Uno sous deux ans. La gamme Uno est réduite, les modèles de luxe et sportifs ne sont plus fabriqués. Les ventes de la Palio sont conformes aux prévisions mais celles de la Uno ne diminuent que faiblement au point d'obliger le constructeur à revoir ses projets. La revue "Quatro Rodas" publie l'essai de la nouvelle "Uno EP" et titre "la dernière Uno".
En fait, il n'en sera rien car les ventes se poursuivent avec les mêmes volumes. En 2000, à l'occasion de l'adoption du nouveau logo Fiat rond avec fond bleu, la Uno reçoit un lifting extérieur avec une nouvelle calandre et des feux arrière redessinés, une version luxueuse est relancée, la Uno Mille EX. Les ventes explosent avec une augmentation de presque 50%.
En 2004, Fiat décide de retoucher son modèle devenu fétiche en Amérique du Sud. La Uno subit de profondes améliorations tant de carrosserie avec des renforts pour mieux résister aux chocs, qu'intérieurs avec des composants nouveaux et plus d'accessoires. C'est la nouvelle "Fiat Mille" qui prend la place de la Uno.
En 2005, Fiat adopte les moteurs Flex pour tous les modèles de sa large gamme brésilienne, soit la double carburation de série : essence et éthanol dans n'importe quelle proportion. (Nota : la proportion d'éthanol est variable selon les États).
En 2008, pour faire face à une crise économique, Fiat lance la version Mille Economy avec une série de dispositifs destinés à économiser le carburant. Déjà championne de l'économie, la Mille devient la référence nationale.
Enfin, en 2012 le Brésil impose, à partir du 1er janvier 2014, de nouvelles contraintes (CONTRAN) identiques pour toutes les voitures neuves, qu'elles aient été homologuées il y a 5 ans ou plus, ou bien celles qui doivent encore l'être. Les trop nombreuses adaptations pour obtenir une nouvelle homologation sont très pénalisantes, il serait plus facile de concevoir un nouveau modèle plutôt que d'adapter la Uno Mille. C'est ainsi que Fiat décide d'arrêter la fabrication de la Uno Mille en fin d'année 2013, tout comme Volkswagen qui a pris la même décision pour son Combi, vieux de 53 ans.
Le 19 décembre 2013, Fiat lance la dernière version de la Uno Mille, produite uniquement à 2.000 exemplaires numérotés : la Grazie Mille, un clin d'œil à la formule de politesse italienne Mille Mercis, pour les succès obtenus avec ce modèle mythique. Ce sont deux modèles qui assurent la suite de la Uno, la Fiat Palio dans une version de sa 5e génération, la Palio Mille Way et la Fiat Novo Uno. La production de la Uno-Mille est définitivement arrêtée le 23 décembre 2013.

## Ventes Fiat Uno berline au Brésil
La production totale de la Fiat Uno-Mille berline au Brésil s'élève à 3.756.388 exemplaires. En Argentine, ce modèle a été construit jusqu'en 2000 à 179.767 exemplaires.
Les chiffres ci-dessous sont ceux de Fiat Automoveïs, validés par la FENABRAVE.
Sont exclues les ventes des versions Uno commerciale et Fiorino. À partir de 2010, les chiffres englobent les ventes de la Fiat Uno-Mille et de la nouvelle Fiat Novo Uno.
| Année  | 1984   | 1985   | 1986   | 1987   | 1988   | 1989   | 1990   | 1991    | 1992   | 1993    | 1994    | 1995    | 1996    | 1997   | 1998   |
| ------ | ------ | ------ | ------ | ------ | ------ | ------ | ------ | ------- | ------ | ------- | ------- | ------- | ------- | ------ | ------ |
| Ventes | 12.899 | 36.583 | 35.324 | 35.954 | 38.569 | 44.198 | 60.725 | 100.559 | 94.699 | 153.926 | 224.023 | 247.940 | 203.839 | 90.456 | 75.122 |

| 1999   | 2000    | 2001    | 2002   | 2003   | 2004   | 2005    | 2006    | 2007    | 2008    | 2009    | 2010    | 2011    | 2012    | 2013    | Total     |
| ------ | ------- | ------- | ------ | ------ | ------ | ------- | ------- | ------- | ------- | ------- | ------- | ------- | ------- | ------- | --------- |
| 71.592 | 100.431 | 112.655 | 95.046 | 95.649 | 92.364 | 119.923 | 114.575 | 130.165 | 141.016 | 167.679 | 231.716 | 272.682 | 256.185 | 182.205 | 3.638.669 |